# FC Groningen
Football Club Groningen je nizozemski profesionalni nogometni klub iz Groningena. U sezoni 2019./20. se natječe u Eredivisie, najvišem rangu nizozemskog nogometa.
Klub je osnovan 1971. godine kad je njegov prethodnik GVAV promijenio ime u FC Groningen. Groningen je u razdoblju od 1971. do 2005. godine igrao na stadionu Oosterpark, a 2006. godine se preselio na Euroborg.
Najveći klupski uspjeh je osvajanje nizozemskog kupa u sezoni 2014./15.

## Poznati igrači
- Ronald Koeman
- Daley Blind
- Johan de Kock
- Michael Reiziger
- Adri van Tiggelen
- Johan Neeskens
- Milko Đurovski
- Andrej Zyhmantovič

## Treneri kroz povijest
- Ron Groenewoud (1971. – 1975.)
- Anton Goedhart (1975. – 1976.)
- Jan Notermans (1976. – 1977.)
- Theo Verlangen (1977. – 1983.)
- Han Berger (1983. – 1986.)
- Rob Jacobs (1986. – 1987.)
- Henk van Brussel (1987. – 1988.)
- Hans Westerhof (1988. – 1992.)
- Pim Verbeek (1992. – 1993.)
- Leen Looijen (1993.)
- Theo Vonk (1993. – 1994.)
- Wim Koevermans (1994.)
- Hans Westerhof (1994. – 1997.)
- Jan van Dijk (v.d.) (1997.)
- Wim Rijsbergen (1997. – 1998.)
- Jan van Dijk (1988. – 2001.)
- Dwight Lodeweges (2001. – 2002.)
- Ron Jans (2002. – 2010.)
- Pieter Huistra (2010. – 2012.)
- Robert Maaskant (2012. – 2013.)
- Erwin van de Looi (2013. – 2016.)
- Ernest Faber (2016. – 2018.)
- Danny Buijs (2018. -)

## Vanjske poveznice
- Službene stranice